# Incontro di Teano

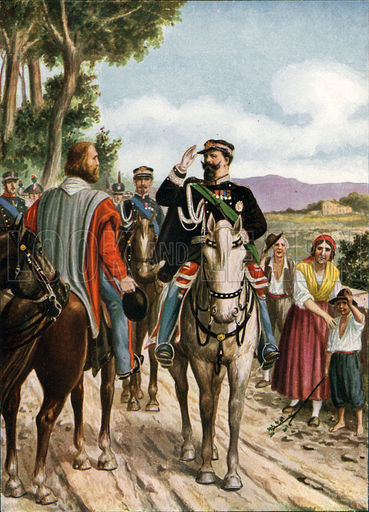
Dipinto di Tancredi Scarpelli (1932)

L'incontro di Teano tra Giuseppe Garibaldi e Vittorio Emanuele II è l'episodio risorgimentale del 26 ottobre 1860 che conclude la spedizione dei Mille. Più precisamente sarebbe in realtà avvenuto a Vairano Scalo.
Il fatto è assurto nella storiografia italiana a un alto valore simbolico, come consegna alla Casa Savoia della sovranità sull'ex Regno delle Due Sicilie e pertanto sull'intera penisola italiana, salvo i territori dello Stato Pontificio (questione romana) e del Veneto (questione veneta).

## Il contesto storico
Il re di Sardegna Vittorio Emanuele II, dopo aver occupato i territori pontifici nelle Marche e nell'Umbria, era andato incontro a Giuseppe Garibaldi, che aveva respinto il tentativo di controffensiva dell'esercito borbonico nella battaglia del Volturno e aveva pressoché completato la conquista del Regno delle Due Sicilie.
L'intervento piemontese, sotto il profilo internazionale, aveva lo scopo di impedire che la spedizione continuasse fino alla conquista di Roma pontificia, cosa che avrebbe provocato l'intervento di Napoleone III e messo a repentaglio le conquiste effettuate.
Sotto il profilo interno, la questione delle ricadute politiche della spedizione era già stata affacciata nella lettera con cui, nel settembre 1860, Vittorio Emanuele II aveva respinto l'invito dell'Eroe dei due mondi di "licenziare il Ministero", congedando Cavour e Farini.

## L'evento

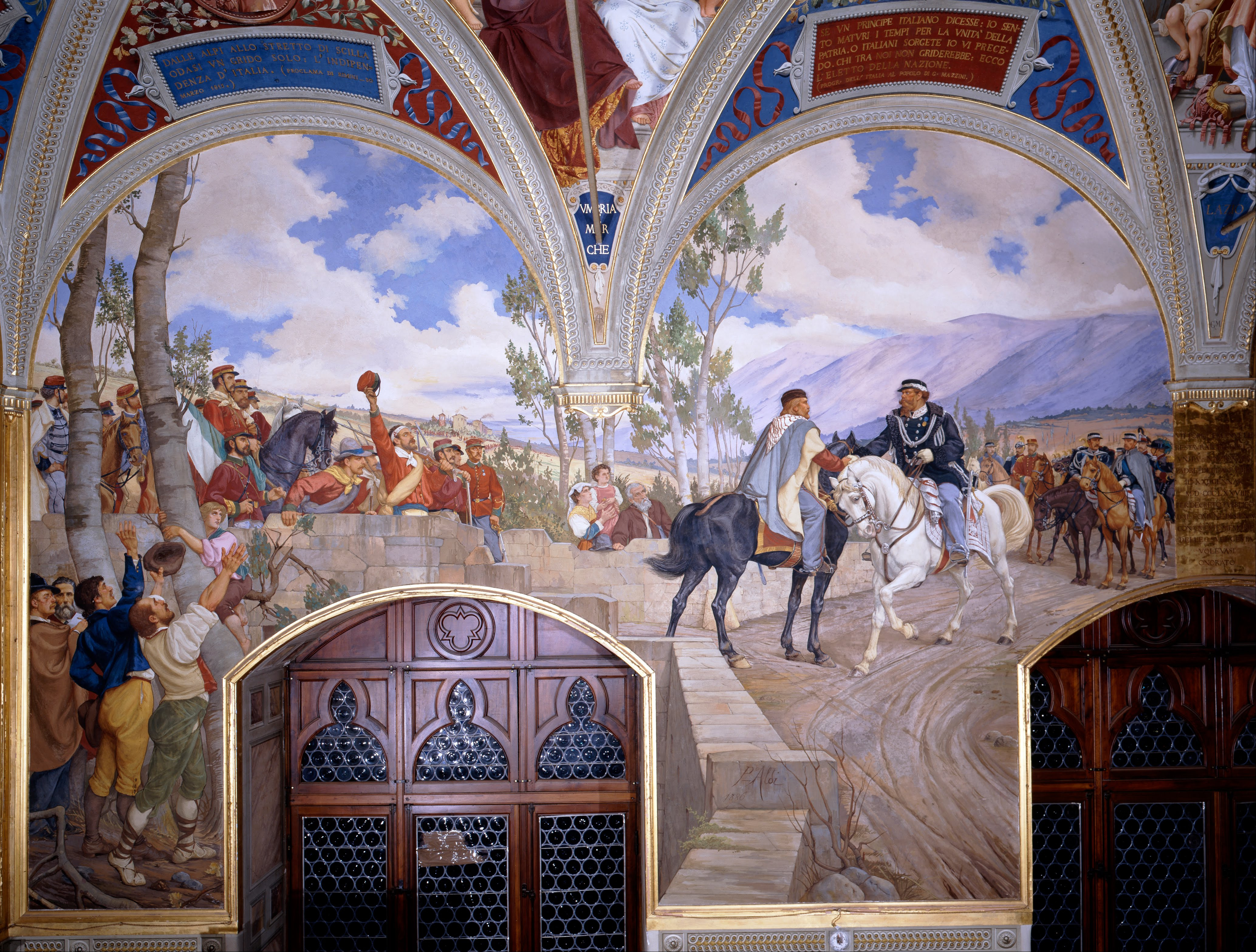
Pietro Aldi, L'incontro tra Giuseppe Garibaldi e Vittorio Emanuele II, affresco del 1886 nella sala del Palazzo Pubblico di Siena

L'incontro avvenne in una mattina autunnale molto umida. Garibaldi aveva la testa fasciata alla buona con un fazzoletto colorato e assisteva al passaggio delle truppe piemontesi, quando ad un certo momento si sentì suonare la Marcia reale d'ordinanza e gridare le parole "Il re! Viene il re!".

Garibaldi ed il suo seguito montarono a cavallo, avanzando sul fianco della strada e, alla loro vista, Vittorio Emanuele II si slanciò per incontrarli; quindi Garibaldi si scoprì la testa fasciata, gridando: 
Il re allungò la mano e Garibaldi fece altrettanto, stringendola; i due uomini restarono con le mani unite per più di un minuto. 

« Come state, caro Garibaldi? »  

« Bene, Maestà, e Lei? »  

« Benone.»
(G.M. Trevelyan, Garibaldi e la formazione dell'Italia, pp. 341-342)
Poi i due gruppi di piemontesi e garibaldini procedettero assieme per un certo tratto, dialogando in fredda cortesia, finché Garibaldi ed i suoi svoltarono a sinistra, ritornando a Calvi, mentre il re proseguì per Teano.

## I risultati
(da La notte di Caprera in Elettra di Gabriele D'Annunzio)
Garibaldi ottenne che i volontari garibaldini entrassero, dopo una selezione, nell'esercito regolare sardo con il medesimo grado rivestito nella spedizione; quindi si ritirò a Caprera.
L'incontro ebbe il significato di un'adesione del generale alla politica di Casa Savoia, deludendo le aspettative di coloro che auspicavano la fondazione di una repubblica meridionale di stampo mazziniano, che avrebbe in seguito dovuto estendersi anche ai domini papali con la conquista di Roma.

## La disputa sul luogo
Il luogo dell'incontro è stato spostato negli anni 2000 a Vairano Scalo presso Taverna catena, nella frazione di Vairano Patenora.
La precisa località in cui ebbe luogo l'incontro, essendo avvenuto in campagna, è tuttavia argomento di discussione. È comunemente indicato che il luogo dell’incontro sia Teano, il ponte di Caianello dista meno di 200 metri dal confine del limitrofo comune di Caianello (costituito da nuclei abitati sparsi e pertanto considerato all'epoca dell'episodio storico decisamente meno importante di Teano), il cui territorio al tempo faceva parte della stessa diocesi di Vairano. Secondo altri documenti, infatti, il punto esatto è individuato dal bivio di Taverna della Catena, nei pressi dell'odierna Vairano Scalo, frazione del comune di Vairano Patenora.